# 阿尔伯特·卡恩 (建筑师)
阿尔伯特·卡恩（Albert Kahn，1869年3月21日—1942年12月8日）是一位美国工业建筑师，活跃于底特律，被称为“底特律建筑师”（architect of Detroit），设计了该市近900座建筑。其作品很多是福特荣格工厂这样的工业设施，但也设计过摩天大楼、别墅。1929年，卡恩在莫斯科设立了一个事务所，派出25名员工到那里培训苏联建筑师和工程师，在第一个五年计划中设计了数百座工厂。

## 生平
卡恩于1869年3月21日出生在普魯士王國劳嫩的一个犹太家庭，小时候在卢森堡的学校读书。1881年，12岁的卡恩随家人移民底特律。他的父亲约瑟夫是一位拉比，母亲罗莎莉喜欢艺术。卡恩有四个兄弟，包括后来成为工程师的莫里茨和后来与他合作的朱利叶斯·卡恩。他们还有两个姐妹。
卡恩很快学会了英语，并进入底特律公立学校读书。1883年，他在梅森和赖斯建筑事务所（Mason & Rice）找到了一份工作，在那里接受了建筑学上的培训。期间，他主要设计住宅和银行大楼。1891年，22岁的他凭奖学金前往欧洲学习，在那里他与亨利·培根一起游览了德国、法国、意大利和比利时。1895年，他离开梅森和赖斯，与亚历山大·B·特罗布里奇和乔治·W·内特尔顿的合作开设事务所“Nettleton、Kahn & Trowbridge”。他于1896年与欧内斯廷（Ernestine Krolik） 结婚，育有四个孩子。
1902年，卡恩与他的土木工程师兄弟朱利叶斯建立事务所（Albert Kahn Associates），1903年朱利叶斯离开。亨利·福特对卡恩的设计很感兴趣。福特于1909年让卡恩设计了福特汽车的高地公园工厂。1917年，卡恩在迪尔伯恩设计了半英里长的、美国最大的工厂综合体福特荣格工厂。
卡恩还设计了密西根大学的不少建筑，如密歇根大學圖書館。卡恩经常与雕塑家科拉多·帕杜奇合作。卡恩的公司在战争期间为美国政府设计了许多机场和海军基地，如底特律阿森纳坦克厂工厂和Willow Run轰炸机厂。
他一生设计了约1900座建筑，约有60座卡恩建筑被列入國家史蹟名錄。其中五个（漁人大廈、福特荣格工厂、埃德塞尔和埃莉诺·福特之家、通用汽车大楼和高地公园福特工厂）被指定为国家历史名胜，但也有一些遭到拆除。

### 在苏联
1929年5月8日，根据苏美贸易公司总裁索尔·布龙与卡恩签署的协议，卡恩的公司帮助苏联政府设计其第一家拖拉机厂斯大林格勒拖拉机厂。1930年1月9日，苏联与卡恩签下第二份合同，为苏联提供工业建筑咨询。1929年至1932年和大萧条期间，卡恩的公司在莫斯科建立了一个培训机构（隶属Gosproektstroi），派出25名员工，培训了苏联4000多建筑师和工程师，第一个五年计划期间设计了521个工厂。

## 去世
卡恩于1942年12月8日在底特律去世，遗稿和照片大都收藏在密歇根大学的本特利历史图书馆。他的个人藏书（Albert Kahn Library Collection）收藏于密歇根州绍斯菲尔德的勞倫斯理工大學。史密森尼学会的美国艺术档案馆收藏了其大部分信件和其他资料。